# Penny Ice Cap
El Penny Ice Cap (en español: Capa de Hielo Penny) es una vasta capa de hielo de 6000 km² en el Parque nacional Auyuittuq de la isla de Baffin, Nunavut, Canadá. Forma una alta barrera de 2000 m en la península Cumberland, una zona de fiordos y valles glaciales. La capa de hielo Penny es un remanente de la última glaciación. Durante el transcurso de la década de 1990, investigadores canadienses estudiaron, mediante muestras de hielo obtenidas por perforaciones en los glaciares, los patrones de congelación y descongelación a lo largo de los siglos.